# Terrence Drisdom
Terrence Drisdom (Corona, California, 30 de julio de 1992) es un baloncestista estadounidense que pertenece a la plantilla de los T71 Dudelange de la Division Nationale 1 de Luxemburgo. Con 1,96 metros de estatura, juega en la posición de escolta.

## Trayectoria deportiva

### Universidad
Jugó durante tres temporadas con los Cal Poly Pomona de la Universidad Politécnica Estatal de California, Pomona, en las que promedió 13,3 puntos, 5,0 rebotes y 5,5 asistencias por partido. Fue incluido en el mejor quinteto de la California Collegiate Athletic Association en 2013 y 2015, y esa última temporada además elegido Jugador del Año de la conferencia.

### Profesional
Tras no ser elegido en el Draft de la NBA de 2015, sí lo fue en el Draft de la NBA G League, en el puesto 102, en la sexta ronda por los Santa Cruz Warriors. En noviembre fichó por el equipo. En su primera temporada disputó 26 partidos, en los que promedió 7,0 puntos y 3,2 rebotes.
El 11 de febrero de 2024 fichó por el T71 Dudelange de la Division Nationale 1 de Luxemburgo.